# Il criminale
Il criminale è un film del 1962 diretto da Marcello Baldi.

## Trama
Un ex medico nazista in clandestinità di nome Herr Bauer mentre viaggia su un treno, viene riconosciuto da alcuni passeggeri che lo ricordano dai tempi del campo di prigionia. Il medico messo alle strette, commette un omicidio e prende in ostaggio una ragazza.

## Distribuzione
Il film è noto a livello internazionale con il titolo Night Train to Milan.
In Italia il film fu distribuito con il divieto per i minori di 14 anni.